# Martin Plüddemann
Martin Plüddemann   (Kołobrzeg, 29 de setembre de 1854 - Berlín, 8 d'octubre de 1897) fou un compositor i mestre de cant alemany.
Va fer els seus estudis en el Conservatori de Leipzig i després d'haver estat elegit algun temps director d'orquestra de St. Gall, decidí dedicar-e a la ensenyança del cant, l'art del qual aprengué amb Julius Hey, de Múnic. El 1889 fou director de l'Acadèmia de Cant de Racibórz i el 1890 aconseguí la plaça de mestre de cant de l'Escola de Música de Graz.
Va compondre gran nombre de lieder, cors i balades, aquestes ultimes molt interessants. A més, va escriure, alguns fullets defensant els principis de l'estètica moderna.